# Anthony Gonzalez
Anthony E. Gonzalez (* 18. September 1984 in Cleveland, Ohio, Vereinigte Staaten) ist ein US-amerikanischer Politiker und ehemaliger American-Football-Spieler. Als Mitglied der Republikanischen Partei war er vom 3. Januar 2019 bis zum  3. Januar 2023 Inhaber des 16. Sitzes des Bundesstaates Ohio im Repräsentantenhaus der Vereinigten Staaten. In dieses Amt war er am 6. November 2018 gewählt worden und wurde am 3. Januar 2019 vereidigt. Im NFL Draft 2007 (NFL 2007) wurde er in der ersten Runde von den Indianapolis Colts ausgewählt.

## Leben
Sein Vater stammte aus Kuba und wanderte nach der Machtübernahme durch Fidel Castro in die Vereinigten Staaten aus; er ist jetzt Leiter der Ferragon Corporation, einer Stahlfirma. Seine Mutter ist die Tochter eines Veteranen des Zweiten Weltkriegs.
Er hatte die Grundschule in Avon Lake, Lorain County besucht und absolvierte die Saint Ignatius High School in Cleveland. Im American Football spielte er am College unter anderem mit Santonio Holmes, Ted Ginn Jr., Roy Hall und Troy Smith.
Nach seiner sportlichen Karriere erlangte Gonzalez den Master of Business Administration an der Stanford Graduate School of Business.
Gonzalez lebt mit seiner Frau Elizabeth und ihrem Sohn in Rocky River, Ohio.

## Sportliche Karriere
Gonzalez wurde von den Indianapolis Colts als 32. Spieler im NFL Draft 2007 ausgewählt und wurde Slot Receiver bei den Colts. Er war einer von drei Ausgewählten aus dem Bundesstaat Ohio. Im ersten Jahr fing er 37 Pässe für 576 Yards und drei Touchdowns; in der nächsten Saison erreichte er 57 Pässe für 664 Yards und vier Touchdowns.
Zusammen mit Reggie Wayne kam Gonzalez 2009 anstelle von Marvin Harrison in die Startmannschaft, verletzte sich jedoch beim Saisonauftakt gegen die Jacksonville Jaguars am rechten Knie und fiel acht Wochen aus und spielte in dieser Saison nicht in der Stammmannschaft, sondern kam auf die Injured Reserve List.
Dadurch, dass Gonzalez in der Saison 2009 auf der Injured Reserve List war, verlor er 2010 seinen Platz in der Stammmannschaft. In zwei Spielen als Slot-Receiver erlangte er nur fünf Passfänge für 67 Yards und keinen Touchdown. In der achten Woche verletzte er sich im Spiel gegen die Houston Texans am linken Bein und wurde für den Rest des Jahres auf die Injured Reserve List gesetzt.
2011 spielte er in nur acht Spielen und bekam keinen Pass. Danach wurde er zum Free Agent.
Am 17. März 2012 unterzeichnete er einen Vertrag bei den New England Patriots und wurde bereits am 29. Mai wieder entlassen. Daraufhin beendete Gonzalez seine sportliche Karriere und schrieb sich im September 2012 an der Stanford Graduate School of Business ein.

## Politische Karriere
Gonzalez, Mitglied der Republikanischen Partei, kandidierte 2018 im 16. Kongressbezirk von Ohio.
Am 6. November 2018 gewann er die Wahl mit 57 Prozent der Stimmen. In weniger als einem Monat nach der Bekanntgabe seiner Wahl sammelte er über 525.000 US-Dollar, darunter Spenden seines ehemaligen NFL-Teamkollegen Peyton Manning und Jimmy Haslam, dem Besitzer der Cleveland Browns sowie einiger anderer ehemaliger NFL- und College-Football-Spieler.
Bei den Parlamentswahlen am 6. November 2018 gewann Gonzalez gegen die ehemalige Verkäuferin von Gesundheitsbauteilen, Susan Moran Palmer. Er war der erste Latino, der Ohio im Kongress vertrat. Er konnte die Wahl 2020 ebenfalls gewinnen und diente bis zum 3. Januar 2023 im Repräsentantenhaus des 117. Kongresses.
Er war in folgenden Kongresskomitees tätig:
- Committee on Financial Services
  - Diversity and Inclusion
  - Investor Protection, Entrepreneurship, and Capital Markets
  - National Security, International Development, and Monetary Policy
- Committee on Science, Space, and Technology
  - Environment
  - Research and Technology
- Select Committee on the Climate Crisis (Sonderausschuss KlimaKrise)

Gonzalez war einer der 10 republikanischen Abgeordneten des Repräsentantenhauses, die für die Amtsenthebung von Donald Trump stimmten.
Aufgrund der Volkszählung von 2020 erhielt Ohio nur noch 15 Kongressmandate, sodass Gonzalez nicht mehr zur Wahl antrat.